# Żwaniec
Żwaniec (ukr. Жванець) – wieś na Ukrainie, nad Dniestrem, u ujścia Żwańczyka, w obwodzie chmielnickim, w rejonie kamienieckim. We wsi znajdują się ruiny zamku.
Siedziba rzymskokatolickiej parafii Niepokalanego Poczęcia Najświętszej Maryi Panny w Żwańcu.

## Historia
Po wielomiesięcznej obronie warownego obozu, 15 grudnia 1653 król Jan Kazimierz zawarł w Żwańcu ugodę z Bohdanem Chmielnickim. Turcy zdobyli Żwaniec w 1672 roku.

## Zabytki
- Zamek w Żwańcu – ruiny zamku położone są na cyplu, który opada stromym skalnym zboczem ku rzeczce Żwańczyk i znajdują się na północ od pobliskiego miasteczka. Zamek główny był założony na planie nieregularnego pięciokąta, z pięciobocznymi basztami na narożach i dwupiętrowym budynkiem frontowym – bramnym pośrodku południowo-zachodniej kurtyny. Odcinki murów północno-zachodni i północno-wschodni przebiegały przy krawędzi urwiska, pozostałe były dodatkowo bronione głębokim przekopem suchej fosy oddzielając zamek od miasteczka. W 1431 r. Władysław II Jagiełło nadał Żwaniec rycerzowi Świeczce z Leczyna. W 1469 r. miasteczko było własnością królestwa, dzierżawioną przez Michała Buczackiego z Jazłowca. Za jego czasów powstała pierwsza warownia, której kształt nie jest znany. W końcu XVI wieku Żwaniec przeszedł na własność rodziny Kalinowskich. W pierwszej ćwierci XVII wieku Walenty Kalinowski, generał ziem podolskich wzniósł nowy zamek, który ze względu na bliskość granicy biegnącej Dniestrem i sąsiedztwo wielkiej twierdzy tureckiej w Chocimiu, stał się ważnym ogniwem systemu obronnego ziem Korony, znajdującym się w najdalej wysuniętym na południe łańcuchu zamków. Kolejnym właścicielem zamku był Jan Lanckoroński (zm. 1615 r.)[1], który otrzymał go jako wiano, poślubiając około 1603 r. Barbarę Kalinowską (zm. 1626), siostrę Walentego[1]. Kolejnym właścicielem był jego syn Stanisław Lanckoroński[1] w latach 1620-1630[2]. W 1653 r. był schronieniem wojsk polskich, obleganych przez Kozaków Chmielnickiego. W 1672 r. oddany został bez walki Turkom, przez załogę która przeniosła się do pobliskiego Kamieńca Podolskiego i do 1699 r. pozostawał w rękach tureckich. Po odzyskaniu przez Lanckorońskich, zamek został odbudowany, ale ponownie zniszczył go najazd turecko-tatarski w 1768 r. W tym samym czasie na krótko zamek zajęli konfederaci barscy, wyparci przez wojska rosyjskie. Po 1793 r. Żwaniec znalazł się w zaborze rosyjskim i utracił militarne znaczenie. Odtąd zaczął się powolny proces dewastacji zamku, prowadzący do jego całkowitej ruiny.Do obecnych czasów zachowała się baszta północna trzykondygnacyjna ze strzelnicami, resztki baszty wschodniej i relikty budynku bramnego.
- kościół ormiański pw. Niepokalanego poczęcia NMP[3][4]

## Przypisy

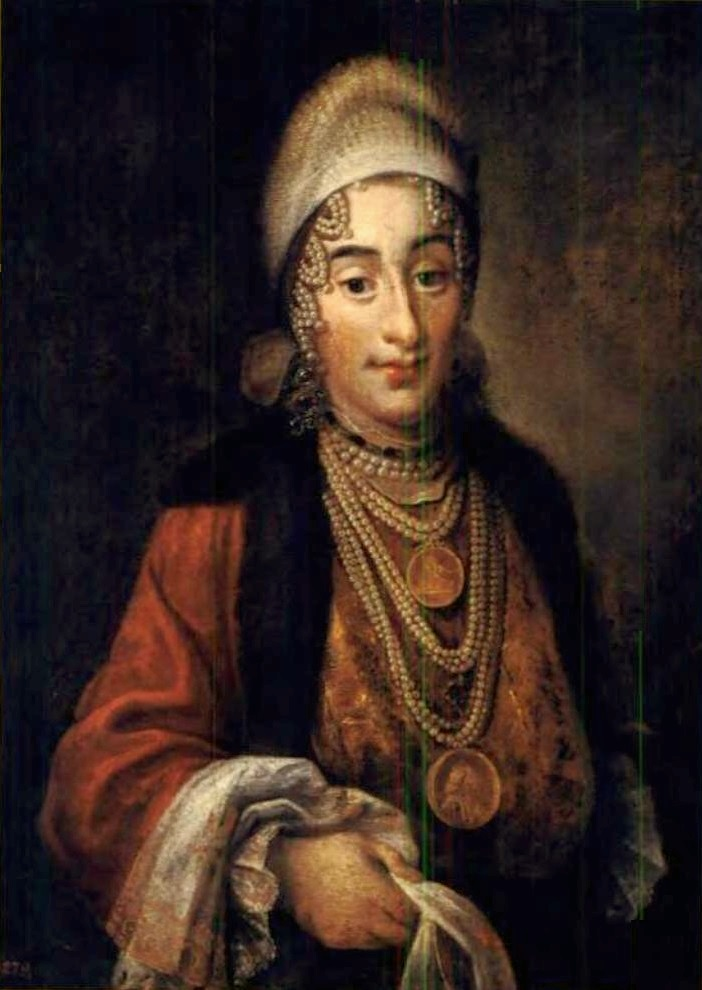
W 1781 r. z rozkazu króla Polski Stanisława Augusta Poniatowskiego, zwiedzającego brzegi Dniestru w Żwańcu, Chajka córka kupca Abramka Lwowskiego, została namalowana przez Krzysztofa Radziwiłłowskiego